# Kirilov
Kirilov je priimek več oseb:
- Josif Konstantinovič Kirilov, sovjetski general
- Nikolaj Kuzmič Kirilov, sovjetski general
- Aleksander Matvejevič Kirilov, sovjetski general